# Olfaktorický neuron

Čichový epitel v nose, obsahující olfaktorické neurony

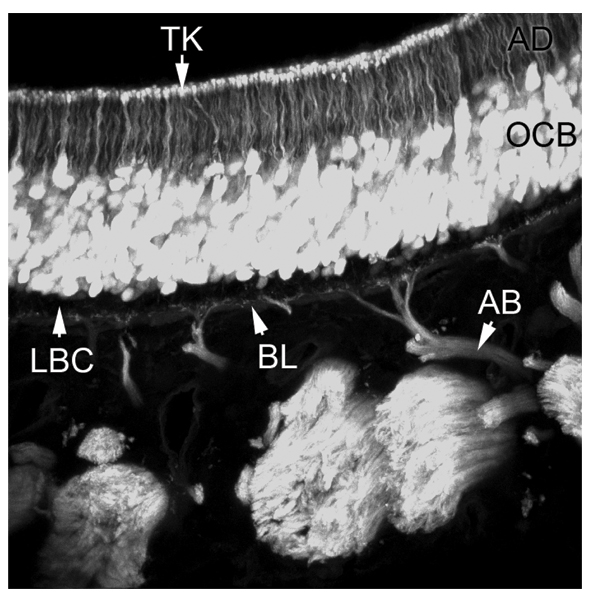
Čichový epitel myši: patrná jsou olfaktorické neurony (OCB), nad nimi jejich dendrity a knoby, pod nimi bazální lamina a ještě níže svazky axonů

Olfaktorický neuron (též čichový neuron) je smyslová nervová buňka v nose uzpůsobená k vnímání pachů – čichu. Jedná se o receptorové buňky, ze kterých je spolu s podpůrnými a bazálními (kmenovými) buňkami tvořena čichová sliznice. V membráně těchto neuronů jsou čichové receptory citlivé na molekuly pachů. Člověk dokáže díky nim vnímat více než 10 000 odlišných pachů.[zdroj?] Olfaktorické neurony stojí na rozhraní mezi nervovou tkání a epitelem, společnou vlastností obou tkání je ektodermální původ.

## Umístění
Čichová sliznice se nachází v obou nosních dutinách přímo pod očima. Zabírá 2–10 cm2[zdroj?] jejich povrchu u člověka a obsahuje přibližně 50 miliónů neurosenzorických buněk.[zdroj?] Sliznice jiných obratlovců, např. psa, má mnohem větší obsah (až 170 cm2[zdroj?]) a je hustěji inervována (mnohosetkrát více receptorů). Sliznice – čichový epitel – se skládá ze 3 základních buněčných typů: z olfaktorických neuronů, podpůrných buněk (jejich funkce je podobná jako u gliových buněk v mozku) a bazálních (leží v nejspodnější vrstvě, z nich se diferencují buď podpůrné buňky nebo právě neurony), dále jsou v epitelu pigmentové buňky, jejichž barva (sytost) pravděpodobně koreluje s mírou citlivosti čichu (u člověka žluté, u psa hnědé).

## Struktura
Olfaktorické neurony jsou neurony bipolárního typu – z protilehlých pólů buňky vybíhá pouze jeden axon a jeden dendrit. Tato jejich polarizace je opět důkazem epitelárního původu. Oblast, kudy signál vstupuje, se nazývá apikální, výstupní místo je na bazolaterální části, tyto části jsou oddělené pásem pevné spoje. Jediný primární dendrit končí vypouleným výčnělkem (olfactory knob = „knoflík“), na něm vyrůstá 8–20 nepohyblivých cilií, na nichž jsou transmembránové receptory GPCR typu.
Každá buňka exprimuje vždy pouze jeden typ receptoru, ale buněk, které jsou citlivé na stejný stimul, je mnoho. Důležitým faktorem je mukus, který pokrývá čichový epitel. Produkují ho Bowmanovy žlázky (avšak neprodukují pach vázající proteiny). Mukus je jakýmsi „prostředníkem“ mezi receptorem a vzduchem, také se v něm zachycují potenciální škodlivé částice (obsahuje např. imunoglobuliny proti různým antigenům, nebo enzymy (cytochrom P450) , které rozkládají nebezpečné organické chemikálie a další molekuly vstupující se vzduchem do nosu). Z bazální strany neuronu vede ze začátku nemyelinizovaný axon o malém průměru skrze lamina cribrosa (cribriformní destička - část čichové k.) do čichového bulbu, zde se axony soustřeďují v glomeruly podle svých receptorů. Neurony se stejným typem receptorů tedy vysílají své axony do stejného glomerulu.

## Funkce
Zásadní funkce olfaktorického neuronu spočívá v signální transdukci – v přenosu signálu z vnější strany na vnitřní stranu buňky. Zvnějšku se vážou různé pachy (odoranty) na tzv. čichový receptor. Odorant se nejprve zachytí v mukusu pokrývajícím čichovou sliznici, s různou afinitou k receptorům (jeden typ receptoru však může vázat více odlišných odorantů) na ciliích je detekován tím správným. Jde o tzv. receptory spřažené s G proteinem s typickou stavbou. Po aktivaci receptoru se spustí kaskáda dějů, odpojí se G–protein, putuje cytosolem a aktivuje enzym adenylátcyklázu, ta přeměňuje ATP na cAMP, otevřou se iontové kanály v membráně, do buňky vstupují sodné a vápenaté ionty, draselné proudí ven. Neuron je depolarizován a dosáhne akčního potenciálu.
Dále je signál transportován do centrální nervové soustavy. Vzruchy se šíří axony, které vytváří první (čichový) kraniální nerv, axony nejdříve prochází bazální laminou, dále vedou prostupy v cribriformní destičce až dojdou do čichového bulbu (lalok), kde se nejprve sbíhají v malé struktury zvané glomeruly. Axony z glomerulů vytváří synaptické spoje s mitrálními buňkami, ty informaci o pachu předávají do dalších částí čichového systému mozku.

## Regenerace
Asi 2% lidského genomu, asi 1000 genů (ve skutečnosti víc než polovina jsou možná pseudogeny) je „obětováno“ pro kódování proteinů, které tvoří čichové receptory, ty tak tvoří největší genovou rodinu. Tyto geny jsou exprimovány celý náš život, protože v čichové sliznici stále dochází k regeneraci senzorických neuronů na rozdíl od neuroepitelu v uchu (ten neregeneruje). Každý 1-2 měsíce se z bazálních buněk čichového epitelu diferencují olfaktorické neurony nebo jejich podpůrné buňky. Diferenciace je stimulována degenerací starých olfaktorických neuronů.
Nově vznikající neuron musí vyslat svůj axon do odpovídajícího glomerulu podle svých receptorů! Tato migrace není zcela prozkoumána, pravděpodobně zde hrají roli opět receptory spřažené s G–proteinem, jejich schopnost spočívá v homeotické adhezi – dva receptory jeden na axonu druhý v glomerulu se přiblíží a pevně spojí, takových receptorů musí být minimálně zase tisíc. Axon projde do čichového laloku a pohybuje se po glomerulech, tam kde se nejpevněji naváže, tam zůstane. Je neuvěřitelné, že proteiny by vykonávaly takto vysoce selektivní funkci, ale pravděpodobně tomu tak je.[zdroj?] Pokud axony nenajdou správné glomeruly, zapojí se nesprávně, čichové vjemy se liší od skutečnosti, a člověku s takovou poruchou se zpřehází vůně a pachy. Čichová sliznice může být také dočasně poškozena virovou infekcí nebo chemikáliemi. Ve výjimečných případech může dojít k permanentnímu poškození. Tato přirozená regenerace nervových buněk představuje nadějnou příležitost k výzkumu kmenových buněk, které mohou úspěšně produkovat nové neurony a tak znovu vystavět části CNS dospělého člověka. Nedávné objevy naznačují, že mnoho signálních molekul ovlivňujících diferenciaci nervových buněk, růst axonu a formování synapsí při vývoji kdekoli v nervovém systému vykonává stejnou funkci při regeneraci olfaktorických neuronů dospělce.
O toto téma je velký zájem, protože klinické využití by bylo bezpochyby velkým krokem vpřed v léčbě po úrazech nebo onemocnění postihujících CNS.